# Walter Goehr
Walter Goehr (ur. 28 maja 1903 w Berlinie, zm. 4 grudnia 1960 w Sheffield) – brytyjski kompozytor i dyrygent pochodzenia niemieckiego.

## Życiorys
W latach 1926–1928 był uczniem Arnolda Schönberga w Preussische Akademie der Künste w Berlinie. Od 1925 do 1931 roku pracował jako dyrygent w radio berlińskim. W 1933 roku wyemigrował z Niemiec do Wielkiej Brytanii, gdzie początkowo występował pod pseudonimem George Walter. W latach 1933–1939 był dyrektorem muzycznym wytwórni płytowej Columbia Records. Od 1945 do 1948 roku dyrygował BBC Theatre Orchestra. Od 1943 roku do końca życia dyrygował Concerts Society w Morley College.
Współpracował z radiem i telewizją, pisał też muzykę filmową. Dokonał orkiestracji Obrazków z wystawy Modesta Musorgskiego. W 1930 roku skomponował dla radia berlińskiego jedną z pierwszych w historii oper radiowych, Malpotita. W 1947 roku poprowadził pierwsze telewizyjne wykonanie opery Salome Richarda Straussa. W 1954 roku otrzymał Grand Prix du Disque za nagranie Koronacji Poppei Claudio Monteverdiego we własnym opracowaniu. Dyrygował prawykonaniami A Child of Our Time Michaela Tippetta (1944), Serenade for Tenor, Horn, Strings Benjamina Brittena (1943) i Ulyssesa Mátyása Seibera (1949). Poprowadził także brytyjską premierę VI Symfonii Gustava Mahlera (1950).
Jego synem był kompozytor Alexander Goehr.